# Agersø (Stadt)
Agersø ist eine Kleinstadt auf der gleichnamigen dänischen Insel. Die Einwohnerzahl der Ortschaft pendelt seit einigen Jahren um die Stichzahl 200, ab der das dänische Amt für Statistik (Statistikbanken) eine Ortschaft als Stadt betrachtet und in der Statistik „BEF44“ aufführt:
| Jahr      | 2006 | 2007 | 2008 | 2009 | 2010 | 2011 | 2012 |
| Einwohner | 209  | <200 | 208  | <200 | <200 | <200 | <200 |